# Престолонаслідування в Польщі

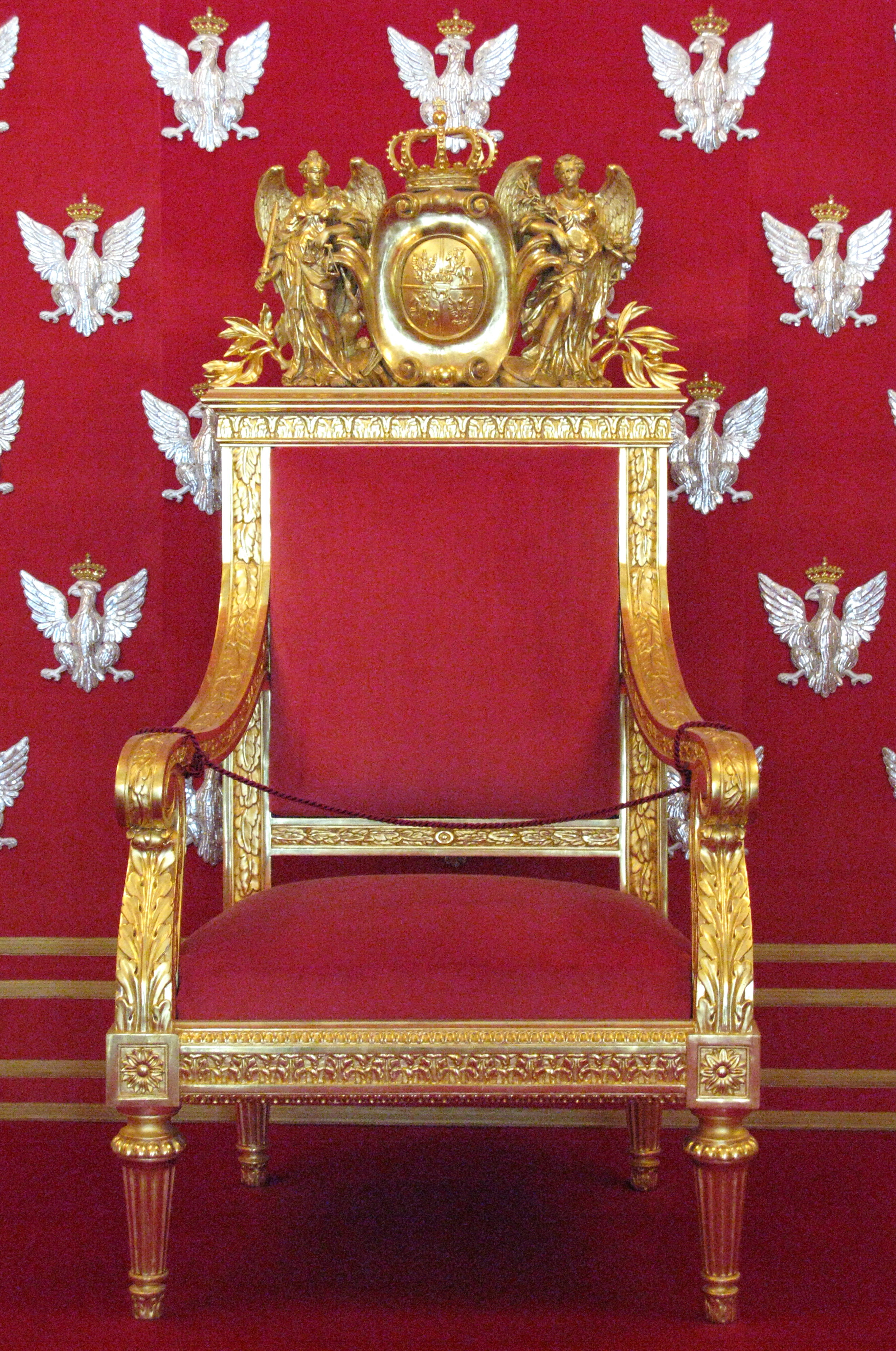
Трон Станіслава Августа Понятовського у Варшаві

Престолонаслідування в Польщі — історія послідовності спадкоємства престолу в Королівстві Польщі, що належить до питання про передачу влади монарха в країні в різні періоди часу її існування та описує еволюцію принципів, що регулювали цей процес.
Сьогодні правонаступництво на трон держав, які складали Королівство Польське та історичну Річ Посполиту й які називаються зараз: Польща, Литва, Україна, Білорусь не є предметом публічних або політичних дебатів в цих країнах, але це є важливим історичним питанням, а також предмет монархічного інтересу.
Питання про правонаступництво й порядок престолонаслідування має також важливе значення перед лицем виникнення нових кандидатів та самозванців на польський престол.

## Початки держави
Престолонаслідування на початках історії польського королівства, так само як і на початках існування Київської Русі може бути відновлена тільки на основі аналізу фактичної практики правонаступництва.
Протягом усього існування монархії П'ястів не було видано будь-якого закону, що являв собою єдині правила успадкування польського трону. Проте, за часів Болеслава Хороброго були видані правила, які регулювали передачу верховної влада та васалітет над іншими князівствами держави.
За часів П'ястів, що була правлячою династією, тільки представники цієї династії могли здійснювати верховну владу. Проте, після смерті короля влада не обов'язково переходила до його старшого сина.
Запроваджений 1138 р., після смерті Болеслава Кривоустого, принцип наслідування престолу полягав у спробі запобігання виникаючим політичним кризам. Кожен з синів Болеслава III отримав окрему область для правління. Верховна влада повинна була належати довічному князю, ким мав бути найстарший представник династії. Однак це правило було дуже швидко порушено після того, як старший син Владислав був усунутий від влади молодшими братами.
Проти Владислава ІІ об'єднались всі інші польські князі й він був вигнаний з Польщі 1146 року.
Лише за допомогою військ імператора Священної Римської імперії Фрідріха I Барбаросси синам Владислава вдалося повернути собі Сілезькі князівства в 1163 році. Проте ненадовго.
Молодший син Болеслава Кривоустого, Казимир II в цій міжусобній боротьбі, на деякий час, зумів стати наймогутнішим з польських князів і у 1178 році зайняв Краківський престол.
Ведучи безперервну боротьбу з іншими претендентами на трон, зокрема з Мешком ІІІ, 1180 року Казимир скликав «Ленчицьке віче» князів, яке затвердило за Казимиром та його нащадками право княжої першості. Це рішення було також санкціоновано і підтверджено Папою Римським Олександром III.
Окрім Кракова Казимир поширив свій сюзеренітет на Сілезію, Великую Польщу, Мазовію і Куявію. Однако Мешко продолжал интриговать за границей, рассчитывая вернуть себе польский престол, и поэтому в 1180 году Казимир созвал в Ленчице съезд князей. Ленчицкое вече утвердило за Казимиром и его потомками право княжеского первенства; это решение было санкционировано и папой Александром III.
Проте вже 1181 він втратив східну частину Великої Польщі та Мазовію.
Після цього Польща вступила в період 200 річної феодальної роздробленості. Країна розпалась на два основні центри впливу у Великій Польщі та Малій Польщі, чиї правителі прагнули підкорити один одного.
Як і в тогочасній Київській Русі, князі з династії П'ястів продовжували боротись за Великокняжий престол, поки трон не захопили представники інших королівських династій.
Під час цих міжусобиць Польща втратила Східне Помор'я, яке захопив Тевтонський орден; а більшість Сілезькіх князівств стали васалами Богемської корони.
Попри те, що держава перших П'ястів переважно була спадковою монархією, однак і тоді були випадки винятків з закону прямого правонаступництва престолу. Після 1138 року, під час розпаду Польщі, у Краківському князівстві діяв принцип старшинства, коли найстарший представник династії ставав польським князем, який правив на Краківському трон. Але з 1177 року в Малопольщі принцип старшинства підривається й починає не виконуватись.
1295 року Пшемисл II був коронований королем польським, не бувши правителем Кракова.
1288 року претендентом на трон Кракова й Польщі був король Богемії Вацлав II, що посилався на своє право спадкоємності через свою тітку. Зрештою йому вдалося перемогти й він був коронований польським королем 1300 р.
А його донька Єлізавета стала дружиною Яна I з династії Люксембурґ, короля Богемії (Чехії) та титулярного короля Польщі, який продовжив боротьбу за трон з іншими претендентами.
Лише 1335 року, відповідно до Тренчинської угоди, король Ян Люксембург відмовилася від претензій на польську корону на користь Казимира III.

## Боротьба за Українську Корону
В цей час в Королівстві Русі-України вигасла династія королів Русі-України Романовичів й між володарями Великого князівства Литовського, Польщі та Угорщини почалась боротьба за титул, корону і землі Українського Королівства.
Зважаючи на відсутність нащадків в короля Польщі Казимира III, король Угорщини Людовик Анжуйський (мати якого була сестрою Казимира ІІІ), бажаючи забезпечити свою династичну наступність на троні Королівства Польщі,
1350 року уклав угоду, на підтвердження Вишеградського договору 1338 року, відповідно до якої Угорщина «відступала свої спадкові права» на Королівство Русі-України пожиттєво Казимиру ІІІ, а після його смерті (якщо у нього не буде синів) усі землі держави Казимира переходять до Людовика (небожа Казимира), у випадку наявності в Казимира синів, король Угорщини мав виплатити їм зазначену суму і повернути королівство Русі під своє управління.
Оскільки у Казимира не було дітей, то після його смерті, Людовик успадкував усі польські та руські землі, й став Королем Польщі, а також «Володарем і Спадкоємцем Русі».
У 1372 року Людовик передав владу над Руським Королівством своєму наміснику, «Володарю Русі» Владиславу Опольчику.
Бажаючи отримати підтримку польської шляхти у справі затвердження, після його смерті, на польському троні його доньки Людовик Анжуйський 17 вересня 1374 р. видав Кошицький привілей, яким він надавав шляхті права і привілеї, якими раніше користувалися лише вищі світські і духовні феодали. Це поклало початок не тільки «великим шляхетським вольностям», але й традиції не престолонаслідування трону представниками однієї правлячої династії, а виборів короля на з'їзді шляхти.
Після смерті Людовика Анжуйського польський престол посіла його донька Ядвіга I, а Королівство Руське перейшло до іншої доньки — королеви Угорщини Марії І.
Претензії чоловіка Марії короля Угорщини Сигизмунда I Люксембурга на Польську і Українську корони призвели до спалаху громадянської війни в Польщі — т.з «Війна між родами Гжималітів і Наленчів», а насправді боротьба між Династичними Будинками П'ястів, Анжу та Ягелонів за владу (1382—1385); а також до прикордонних конфліктів між Угорщиною та Великим князівством Литовським за українське Поділля і Галичину.
В ці ж роки претендентом на польську корону був й князь Земовит IV.

## Престолонаслідування в Речі Посполитій
1386 королева Польщі Ядвіга вийшла заміж за Великого князя Литовського Ягайла (коронований королем Польщі 3 березня 1386 під ім'ям Владислава II), правнук по жіночій лінії Короля Руси-України Юрія І Львовича та прапраправнука короля Руси-України Данила. Від цього шлюбу у них дітей не було.
1422 року дружиною Короля Польщі, Великого князя Литовського, Володаря і Спадкоємця Русі Владислава ІІ Ягайла стала українська княжна Софія з роду Гольшанських (Ольшанських), донька Князя Київського. Софія, яку коронували у 1424 році, народила двох польських королів: Владислава ІІІ (1424—1444) та Казимира IV (1427—1492), що володарював 48 років й поширив владу своєї династії, крім Польщі, Руси-України й Литви, ще також на Чехію, Словаччину та Угорщину.
Після утворення Речі Посполитої в Польщі, Литві, Україні і Білорусі закріпилась традиція обирати королів на загальнодержавних з'їздах шляхти.

## Питання про правонаступництво після розділів
Конституція від 3 травня 1791 року відновила спадковий престол у Польщі.
Відповідно до Закону, після смерті Станіслава Августа Понятовського трон мав перейти в руки Фрідріха Августа династії Веттинів, а потім його нащадки по чоловічій лінії. У Фрідріха Августа не було синів, в такому разі його донька Марія Августа, принцеса Польщі мала одружитися на представнику якоїсь з європейських династій, таким чином, даючи початок нової лінії спадкових правителів Польщі. Проте цього не сталось.
Оскільки відбувся Третій поділ Речі Посполитої, то положення Конституції про спадкове право на трон так і не стало чинним.
25 листопада 1795 року Станіслав Понятовський, під тиском Катерини II, у Гродно (нині місто в Білорусі) зрікся престолу. Росія, Австрія і Пруссія зобов'язалися не згадувати у титулатурі своїх правителів назв «Польща», «Польське королівство» й ліквідувати польське громадянство.
1807 року Наполеон Бонапарт відновив існування польської держави у вигляді Князівства (герцогства) Варшавського, поставивши на трон Фрідріха Августа.
Конституція Князівства Варшавського 1807 р. затверджувала спадковість престолу Князів Варшавських по чоловічій лінії Веттинів.
Після початку війни з Росією 1812 року, Генеральна конфедерація Королівства Польщі проголосила відновлення Королівства Польщі. Проте юридично, до поразки Росії у війні, не можна було возвести на трон нового польського короля.
Відповідно до положень Віденського конгресу Фредеріка Августа змусили відмовитися від титулу Князя (герцога) Варшави, а в новоствореному «Царстві Польському» титул прийняв російський імператор Олександр I.
Після початку листопадового повстання 1830 року, сейм Королівства Польського повалив й позбавив корони династію Романових, і оголосив про період міжкоролів'я, та про свою прерогативу передачі престолу інший монаршій династії.
Коли російські війська придушили повстання й зайняли територію Королівства польського, Конституція 1815 року була скасована, а автономія Царства Польського суттєво скорочена.
5 листопада 1916 Німеччина і Австро-Угорщина створили регентське Польське королівство, владу в якому (з численними обмеженнями часів військових дій) отримала «Рада Регентства Королівства Польського», до моменту вибору й коронації нового правителя.
1918 р. Польща проголосила республіканську систему правління.

## Сучасність
Нині в Польщі діють малочисельні й невпливові монархічні організації, які виступають за відновлення королівства.
Єдиного претендента на польський трон також нема.
Претендентами на престол вважаються: князі Чорторийські, представникі династії Габсбургів, Бурбонів, Кобургів та інш.